# Histoire des chemins de fer au Nigeria
Cet article porte sur l'histoire des chemins de fer au Nigeria

## XIXesiècle
Sur le territoire de l'état actuel du Nigeria, au cours de la période 1895-1900, une ligne de chemin de fer a été construite de Lagos à Ibadan. Elle a ouvert en mars 1901 puis fut prolongée jusqu'à la ville d'Oshogbo, 62 miles plus loin, au cours de la période 1905-1907, et jusqu'à Zungeru et Minna en 1908-1911. Elle a rejoint ensuite une autre ligne de chemin de fer, déployée entre Baro et Kano, en passant par Minnia. Les travaux et l'exploitation furent confiés à la Royal Niger Company, compagnie à charte voulue par l'aventurier Sir George Taubman Goldie et agréée par le gouvernement du Royaume-Uni au XIXe siècle en mars 1886.
Les commerçants français, encouragés par Léon Gambetta, étaient  établié sur le bas Niger,  vendirent leurs droits aux Anglais en 1884 et plus de 400 traités politiques furent signés par George Taubman Goldie avec les chefs de tribus du bas-Niger et les états Haoussa. Les chefs de tribus recevaient dix shillings par conscrit mobilisé de force pour la construction et devaient payer une amende quand ils ne parvenaient pas à en fournir.

## XXesiècle
Les deux lignes de chemin de fer furent regroupées en 1912 sous l'égide du ministère anglais du transport, avant d'être transférées à la Nigerian Railway Corporation. 
Après la découverte de charbon à Udi, l'"Eastern Railway ", une ligne de chemin de fer menant à Port Harcourt, a été construite entre 1913 et 1916 puis prolongée jusqu'à Kaduna en 1927, connectant cette "Eastern Railway" à la ligne Lagos–Kano Railway. L'Eastern Railway ne sera étendue jusqu'au terminus de Maiduguri qu'au cours de la période de 1958 à 1964. Une nouvelle ligne, en voie large de 1 067 mm, dite du "Bornou", est construite et inaugurée au début des années 1960 :Le trafic de passagers va atteindre 11 millions de personnes en 1964, après l'indépendance, puis culminer à 15 millions de personnes en 1984.
Dans les années 1990, la Nigerian Railway Corporation s'est trouvée plusieurs fois au bord de la faillite à cause de l'absence de maintenance des infrastructures et d'un personnel pléthorique. Une nouvelle ligne en voie normale dite du Central railway voit le jour afin d'approvisionner et d'écouler la production sidérurgique nationale. La ligne principale relie Oturkpo aux aciéries d'Ajaokuta (217 km) et comprend un embranchement entre ces aciéries et les mines d'Itakp (51,2 km).

## XXIesiècle
Dans le cadre de la privatisation programmée du NRC, ce réseau en voie normale est concédé pour une durée de 20 ans, début 2007, à la société indienne GINL. La ligne principale a alors atteint Aladja et l'ensemble représente une longueur de 327 kilomètres.